# Piptocoma hypochlora
Piptocoma hypochlora là một loài thực vật có hoa trong họ Cúc. Loài này được (S.F.Blake) Pruski miêu tả khoa học đầu tiên năm 1996.